# 選情尬翻天
是一部2019年的美国浪漫喜剧电影，由乔纳森·莱文执导，丹·斯特林和莉兹·汉娜擔任编剧。 一名记者弗瑞·夫拉斯基（赛斯·罗根饰）重逢他以前的保姆夏洛特·菲爾德（莎莉·賽隆饰）的故事，而夏洛特现在成為了美国的国务卿。其他主演如小歐席亞·傑克森、安迪·瑟克斯、珍·黛安·拉斐爾、巴布·奧登科克和亞歷山大·史柯斯嘉。
这部电影于2019年3月9日在西南偏南进行了全球首映，并于2019年5月3日由狮门娛樂在美国和加拿大上映。《選情尬翻天》普遍得到評論家的好評，罗根和塞隆的默契演出得到讚賞。

## 劇情
2019年，美国国务卿夏洛特從钱伯斯总统那里得知，他不打算连任。看到這個机会，她说服他支持她作为下一任的总统候选人。 
同时，纽约市记者弗瑞·夫拉斯基得知，他工作的报社已经被富有的媒体大亨帕克·温布利收购，但溫布利的價值觀和弗瑞大相徑庭。愤怒之下，弗瑞在沒有另一份工作的情況下，仍迅速辞职。他很難過，於是求助于他另一位成功的好朋友蘭斯，蘭斯带他参加了一个慈善募款活动，而夏洛特也参加了这个活动。她和弗瑞互相认识，因为他们十几岁时，夏洛特曾是弗瑞的保姆，也是弗瑞的暗戀對象。在他们叙旧時，温布利打断了他们，打算和夏洛特談話，因此弗瑞在离开前谴责了温布利。 
读了一些弗瑞的专栏后，夏洛特不顾顧問玛姬的反对，决定雇弗瑞为她写演讲稿。尽管对她的职业道德持怀疑態度，弗瑞还是接受了这份工作。在一次世界领导人高峰会上，夏洛特被迫修改一篇關於環境議題的演讲，以安抚她的一些选民。在弗瑞反对并批評她放弃道德的行為後，夏洛特改变了主意，演讲順利結束。
两人以學習弗瑞的作品为藉口，花了更多的時間相處，關係也越來越親近。在马尼拉的一场革命中幸存下来后，他们在一起了。瑪姬發現了，试图警告两人，公众永远不会接受他们的情侶關係。當钱伯斯應朋友的要求，命令夏洛特取消保护树木的计划後，夏洛特和弗瑞選擇用摇头丸来发泄情緒。隨後卻發生了人质危机，尽管搖頭丸的藥效還沒退，夏洛特仍设法與綁匪談判，解救了人质。 
尽管这一事件提高了夏洛特的支持率，钱伯斯仍勃然大怒，因為夏洛特选择无视他的命令，甚至批評他。温布利为了保护自己在移樹計畫裡的既得利益，與錢伯斯在辦公室裡和夏洛特談判。两人駭進了弗瑞的網路攝像機，擷取了一段影片敲诈夏洛特，影片中弗瑞正在讨论他们的关系，并对着夏洛特的一段演讲影片自慰。夏洛特给弗瑞看了影片，并告诉他，她已经同意了最后通牒。同時也說，只要弗瑞的形象變好，她想公开他们的关系。弗瑞對夏洛特感到失望，他拒绝了她，兩人因此分手。
弗瑞回到紐約後和兰斯聊天，兰斯告诉他，他太執著于自己的原则，拒绝考虑他人的需求和意见。夏洛特宣布参選2020年总统时，她改变了主意，选择了原来的计划，揭露了温布利和钱伯斯的敲诈，并在影片發布前，先描述了影片的内容。弗瑞去找夏洛特，发现她在他的公寓里等着他。他们承认彼此相爱，并在外面向媒体公開弗瑞是她的男朋友。2021年，夏洛特宣誓就任美国首位女总统，弗瑞則以夏洛特的姓氏成為了“第一先生”。

## 演員
- 莎莉·賽隆 飾 夏洛特·菲爾德, 美國國務卿
  - Aviva Mongillo（英语：Aviva Mongillo） 飾 年幼的夏洛特
- 塞斯·羅根 飾 弗瑞·夫拉斯基，失業的記者
  - Braxton Herda 飾 年幼的弗瑞
- 小歐席亞·傑克森 飾 蘭斯，弗瑞的好朋友
- 安迪·瑟克斯 飾 帕克·温布利，國際知名的媒體大亨
- 珍·黛安·拉斐爾 飾 瑪姬·蜜莉克，夏洛特的兩個重要助理之一
- 巴布·奧登科克 飾 總統錢伯斯，美國總統 和 前電視演員
- 亞歷山大·史柯斯嘉 飾 詹姆士·斯圖爾德，加拿大總理
- Ravi Patel（英语：Ravi Patel (actor)） 飾 湯姆，夏洛特的兩個重要助理之一
- 藍道爾·朴 飾 夫拉斯基的老闆
- 蘭迪·歐頓 飾 克里斯多福·布魯克斯
- 崔斯坦·D·拉拉 飾 M助理, 夏洛特的保鑣
- 詹姆斯·塞托 飾 Kishido 部長
- 麗莎·庫卓 飾 凱瑟琳, 夏洛特競選團隊的領導
- Kurt Braunohler（英语：Kurt Braunohler） 飾 溫布利新聞主播 #1
- 保羅·謝爾 飾 溫布利新聞主播 #2
- 克勞蒂亞·奧達赫蒂 飾 溫布利新聞主播 #3
- 大人小孩雙拍檔 飾 大人小孩雙拍檔
- 麥爾斯·帕克斯·麥科勒姆 飾 麥爾斯·帕克斯·麥科勒姆

## 製作
2017年2月，这部当时名为《Flarsky》的电影宣布由塞斯·羅根和莎莉·賽隆联合主演、乔纳森·莱文执导。莉茲·汉娜在好莱坞的第一份工作是在塞隆的制片公司丹佛和黛利拉製作公司。那年夏天，汉娜受聘改写丹·斯特林的原著剧本。2017年10月，小歐席亞·傑克森加盟。2017年11月，在蒙特婁开拍时，珍·黛安·拉斐爾，Ravi Patel, 安迪·瑟克斯，亞歷山大·史柯斯嘉，藍道爾·朴加入了剧组。
2018年1月底，該片在哥伦比亚卡塔赫纳的特立尼达广场拍摄。2019年1月，电影宣布改名为《Long Shot》。

## 上映
这部电影于2019年3月9日在西南偏南举行了全球首映。该片原计划于2019年2月8日上映，试映得到高度正面的評價後，将上映日期推迟到2019年6月7日，當作夏季電影的主力。之後又将日期提前到2019年5月3日。

## 反應

### 票房
截至2019年5月10日(更新)，《選情尬翻天》在美国和加拿大获得了1,360万美元的票房，在其他地区获得了330万美元的票房，全球总票房为1,690万美元。
在美国和加拿大，《選情尬翻天》与《入侵者》和《醜娃娃大冒險》同時上映，预计在上映首週的週末從3,230家影院获得900万至1,600万美元的票房。这部电影上映第一天就获得了360万美元的票房，其中包括周四晚上的预演收入66万美元。该片首映票房以970万美元位居第三位。

### 評價
在爛番茄上，根據227条评论，获得了81%的支持率，平均得分为7.03/10。该网站的评论一致认为，“这是一部銳利、层次分明的喜剧，主角间奇妙的默契进一步推动了它的劇情发展，这部《選舉尬翻天》獲得了很大的成功。”在Metacritic上，根据44位评论者的评論，它的加权平均为67分(满分100分)，達到“总体上好评”。CinemaScore調查的觀眾在A+到F級別上給予該片平均成績“B”，而PostTrak的观众给这部电影3.5分(满分5顆星)，57%的人给出了“絕對推荐”。